# Consiglio regionale della Calabria
Il Consiglio regionale della Calabria è l'organo legislativo rappresentativo della Regione Calabria. Istituito nel 1970, è composto dal Presidente e da 30 consiglieri a partire dalla X legislatura.
Ha sede nella città di Reggio Calabria, presso il palazzo Campanella in Via Cardinale Gennaro Portanova - 89123.

## Funzioni
Secondo quanto stabilito dallo statuto della Regione Calabria, in linea generale il consiglio esercita la potestà legislativa, insieme a tutte le altre funzioni attribuitegli dalla Costituzione, dallo statuto stesso e dalle leggi. Inoltre il consiglio definisce l'indirizzo politico della regione, svolgendo anche funzione di controllo sulla giunta.
A rappresentare e presiedere il consiglio è il presidente. Dal 25 novembre 2021 il presidente è Filippo Mancuso (LSP).

## Organi istituzionali del consiglio regionale

### Presidente del Consiglio
| Legislatura                | Presidente               | Partito                   | Partito                                     | Periodo                             |
| -------------------------- | ------------------------ | ------------------------- | ------------------------------------------- | ----------------------------------- |
| I                          | Mario Casalinuovo        |                           | Partito Socialista Italiano                 | 30 luglio 1970 – 8 maggio 1973      |
| I                          | Scipione Valentini       |                           | Partito Socialista Italiano                 | 8 maggio 1973 – 21 luglio 1975      |
| II                         | Consalvo Aragona         |                           | Partito Socialista Italiano                 | 21 luglio 1975 – 4 agosto 1980      |
| III                        | Rosario Chiriano         |                           | Democrazia Cristiana                        | 4 agosto 1980 – 24 maggio 1983      |
| III                        | Anton Giulio Galati      |                           | Democrazia Cristiana                        | 24 maggio 1983 – 4 maggio 1993      |
| IV                         | Anton Giulio Galati      |                           | Democrazia Cristiana                        | 24 maggio 1983 – 4 maggio 1993      |
| V                          | Anton Giulio Galati      |                           |                                             | 24 maggio 1983 – 4 maggio 1993      |
| Domenico Romano Carratelli |                          | Democrazia Cristiana      | 4 maggio 1993 – 10 agosto 1994              |                                     |
| Anton Giulio Galati        |                          | Partito Popolare Italiano | 10 agosto 1994 – 5 giugno 1995              |                                     |
| VI                         | Giuseppe Scopelliti      |                           | Alleanza Nazionale                          | 5 giugno 1995 – 22 maggio 2000      |
| VII                        | Giovambattista Caligiuri |                           | Forza Italia                                | 22 maggio 2000 – 20 luglio 2001     |
| VII                        | Luigi Fedele             |                           | Forza Italia                                | 20 luglio 2001 – 6 maggio 2005      |
| VIII                       | Giuseppe Bova            |                           | Democratici di Sinistra Partito Democratico | 6 maggio 2005 – 4 maggio 2010       |
| IX                         | Francesco Talarico       |                           | Unione di Centro                            | 4 maggio 2010 – 7 dicembre 2014     |
| X                          | Antonio Scalzo           |                           | Partito Democratico                         | 7 gennaio 2015 – 28 luglio 2015     |
| X                          | Nicola Irto              |                           | Partito Democratico                         | 28 luglio 2015 – 9 marzo 2020       |
| XI                         | Domenico Tallini         |                           | Forza Italia                                | 26 marzo 2020 – 20 novembre 2020    |
| XI                         | Giovanni Arruzzolo       |                           | Forza Italia                                | 28 novembre 2020 – 15 novembre 2021 |
| XII                        | Filippo Mancuso          |                           | Lega                                        | 15 novembre 2021 – in carica        |

### Ufficio di Presidenza
Presidente
- Filippo Mancuso (LSP)

Vicepresidenti
- Pierluigi Caputo (FA)
- Franco Iacucci (PD)

Segretari-Questori
- Ernesto Alecci (PD)
- Salvatore Cirillo (Coraggio Italia)

### Gruppi consiliari
| Gruppi consiliari                | Gruppi consiliari                | Seggi |
| -------------------------------- | -------------------------------- | ----- |
|                                  | Forza Italia                     | 7     |
|                                  | Fratelli d'Italia                | 5     |
|                                  | Lega                             | 5     |
|                                  | Forza Azzurri                    | 2     |
|                                  | Coraggio Italia                  | 1     |
|                                  | Unione di Centro                 | 1     |
| Totale coalizione di maggioranza | Totale coalizione di maggioranza | 19    |
|                                  | Partito Democratico              | 6     |
|                                  | Movimento 5 Stelle               | 1     |
|                                  | De Magistris Presidente          | 1     |
|                                  | Gruppo Misto                     | 2     |
| Totale opposizione               | Totale opposizione               | 10    |
| Totale                           |                                  | 31    |

### Commissioni consiliari
| | Commissione | Presidente                   | Vicepresidente                             | Segretario                |
| --- | --- | ---------------------------- | ------------------------------------------ | ------------------------- |
| I | Affari istituzionali, affari generali e normativa elettorale                                                   | Luciana De Francesco (FdI)   | Ernesto Francesco Alecci (Pd)              | Giuseppe Mattiani (Lega)  |
| II | Bilancio, programmazione economica e attività produttive, affari dell'Unione europea e relazioni con l'estero  | Antonio Montuoso (FdI)       | Raffaele Mammoliti (Pd)                    | Francesco De Risi (CI)    |
| III | Sanità, Attività sociali, culturali e formative                                                                | Pasqualina Straface (FI)     | Amalia Bruni (Pd)                          | Pietro Raso (Lega)        |
| IV | Assetto e utilizzazione del territorio e protezione dell’ambiente                                              | Pietro Raso (Lega)           | Ferdinando Laghi (De Magistris Presidente) | Pasqualina Straface (FI)  |
| V | Riforme | Giuseppe Mattiani (Lega)     | Francesco Antonio Iacucci (Pd)             | Giacomo Pietro Crinò (FA) |
| VI | Agricoltura e foreste, Consorzi di bonifica, Turismo, Commercio, Risorse naturali, Sport e Politiche giovanili | Katya Gentile (Lega)         | Davide Tavernise (M5S)                     | Giuseppe Graziano (UdC)   |
| Commissione consiliare contro il fenomeno della 'ndrangheta, della corruzione e dell'illegalità diffusa | Commissione consiliare contro il fenomeno della 'ndrangheta, della corruzione e dell'illegalità diffusa        | Pietro Santo Molinaro (Lega) | Amalia Bruni (Pd)                          | Antonio Montuoso (FdI)    |
| Commissione speciale di vigilanza                                                                       | Commissione speciale di vigilanza                                                                              | Francesco Afflitto (M5S)     | Pierluigi Caputo (FA)                      | Pasqualina Straface (FI)  |

### Componenti del Consiglio regionale nella XII legislatura
| Consigliere           | Consigliere          | Lista             | Preferenze                                  | Circoscrizione                        | Note                               |
| --------------------- | -------------------- | ----------------- | ------------------------------------------- | ------------------------------------- | ---------------------------------- |
|                       | Roberto Occhiuto     | Forza Italia      | 431.675                                     | Calabria                              | Presidente della Giunta Regionale  |
| Gianluca Gallo        | 21.692               | Forza Italia      | Nord                                        |                                       |                                    |
| Pasqualina Straface   | 6.520                | Forza Italia      | Nord                                        |                                       |                                    |
| Michele Comito        | 13.704               | Forza Italia      | Centro                                      | Capogruppo                            |                                    |
| Antonello Talerico    | 6.718                | Forza Italia      | Centro                                      |                                       |                                    |
| Domenico Giannetta    | 9.991                | Forza Italia      | Sud                                         |                                       |                                    |
| Salvatore Cirillo     | 3.247                | Forza Italia      | Sud                                         | Eletto con la lista "Coraggio Italia" |                                    |
|                       | Luciana De Francesco | Fratelli d'Italia | 4.565                                       | Nord                                  |                                    |
| Pietro Santo Molinaro | 4.288                | Fratelli d'Italia | Eletto con la lista "Lega Salvini Calabria" | Nord                                  |                                    |
| Sabrina Mannarino     | 3.478                | Fratelli d'Italia |                                             | Nord                                  |                                    |
| Antonio Montuoro      | 5.241                | Fratelli d'Italia | Centro                                      |                                       |                                    |
| Giuseppe Neri         | 5.886                | Fratelli d'Italia | Sud                                         | Capogruppo                            |                                    |
|                       | Katya Gentile        | Lega              | 8.091                                       | Nord                                  | Eletta con la lista "Forza Italia" |
| Filippo Mancuso       | 6.894                | Lega              | Centro                                      | Presidente del Consiglio Regionale    |                                    |
| Pietro Raso           | 5.357                | Lega              | Centro                                      |                                       |                                    |
| Giuseppe Mattiani     | 13.600               | Lega              | Sud                                         | Eletto con la lista "Forza Italia"    |                                    |
| Giuseppe Gelardi      | 4.991                | Lega              | Sud                                         | Capogruppo                            |                                    |
|                       | Pierluigi Caputo     | Forza Azzurri     | 11.571                                      | Nord                                  |                                    |
| Giacomo Pietro Crinò  | 6.965                | Forza Azzurri     | Sud                                         | Capogruppo                            |                                    |
|                       | Francesco De Nisi    | Coraggio Italia   | 9.158                                       | Centro                                | Capogruppo                         |
|                       | Giuseppe Graziano    | Unione di Centro  | 7.064                                       | Nord                                  | Capogruppo                         |

| Consigliere               | Consigliere              | Lista                   | Preferenze                              | Circoscrizione                  | Note                                                      |
| ------------------------- | ------------------------ | ----------------------- | --------------------------------------- | ------------------------------- | --------------------------------------------------------- |
|                           | Domenico Bevacqua        | Partito Democratico     | 6.303                                   | Nord                            | Capogrupoo                                                |
| Francesco Antonio Iacucci | 6.738                    | Partito Democratico     |                                         | Nord                            |                                                           |
| Ernesto Francesco Alecci  | 8.744                    | Partito Democratico     | Centro                                  |                                 |                                                           |
| Raffaele Mammoliti        | 6.030                    | Partito Democratico     | Centro                                  |                                 |                                                           |
| Amalia Bruni              | 219.389                  | Partito Democratico     | Calabria                                | Candidato Presidente non eletto |                                                           |
| Giovanni Muraca           | 5.840                    | Partito Democratico     | Sud                                     |                                 |                                                           |
|                           | Daniele Tavernise        | Movimento 5 Stelle      | 2.501                                   | Nord                            | Capogruppo                                                |
|                           | Ferdinando Laghi         | De Magistris Presidente | 3.726                                   | Nord                            | Capogruppo                                                |
|                           | Antonio Maria Lo Schiavo | Gruppo Misto            | 2.411                                   | Centro                          | Capogruppo - Eletto nella lista "De Magistris Presidente" |
| Francesco Afflitto        | 1.897                    | Gruppo Misto            | Eletto nella lista "Movimento 5 Stelle" | Centro                          |                                                           |